# アンセルムス
カンタベリーのアンセルムス（羅: Anselmus Cantuariensis, 1033年 - 1109年4月21日）は、中世ヨーロッパの神学者、かつ哲学者であり、1093年から亡くなるまでカンタベリー大司教の座にあった。カトリック教会で聖人。日本のカトリック教会ではカンタベリーの聖アンセルモ、聖アンセルモ司教教会博士とも呼ばれる。初めて理性的、学術的に神を把握しようと努めた人物であり、それゆえ一般的に、彼を始めとして興隆する中世の学術形態「スコラ学の父」と呼ばれる。神の本体論的（存在論的）存在証明でも有名。

## 生涯

### ル・ベックの修道士
神聖ローマ帝国治下のブルグント王国（アルル王国）の都市アオスタで誕生した。アオスタは、今日のフランスとスイス両国の国境と接する、イタリアのヴァッレ・ダオスタ州に位置する。父のガンドルフォはランゴバルドの貴族であり、また母のエルメンベルガもブルグントの貴族の出自であり、大地主であった。
父は息子に政治家の道を歩ませたかったが、アンセルムスはむしろ思慮深く高潔な母の敬虔な信仰に大いに影響された。15歳の時、修道院に入ることを希望したが、父の了承を得ることはできなかった。失望したアンセルムスは心因性の病を患い、その病から回復して一時の間、彼は神学の道をあきらめ、放埓な生活を送ったといわれる。この間に彼の真摯な気持ちを理解してくれていた母が亡くなったため、アンセルムスはこれ以上父の激しい性格に我慢ならなくなった。1056年（もしくは1057年）に家を出たアンセルムスはブルグントとフランスを歩いてまわった。その途中、ブルグントにあるベネディクト会クリュニー修道院、その系列のル・ベック修道院の副院長を当時務めていたランフランクスの高名を聞きつけ、アンセルムスは同修道院のあるノルマンディーに向かう。そして滞在していた1年間の内に、同修道院で修道士として生きることを決意する。アンセルムスが27歳の時のことである。また、幼い頃からすばらしい教育を受けてきたアンセルムスの才能が開花するのはこの時からである。
3年後の1063年、ランフランクスがカーンの修道院長に任命された時、アンセルムスはル・ベック修道院の副院長に選出された。彼はその後15年間にわたってその座にあり、1078年、ル・ベック修道院の創設者であり初代修道院長であるヘルルイヌスの死によって、アンセルムスは同修道院長に選出された。彼自身は積極的に推し進めたわけではないが、アンセルムスの下で、ベックはヨーロッパ中に知られる神学の場となった。この期間に、アンセルムスの最初の護教論文『モノロギオン』（1076年）と『プロスロギオン』（1077-78年）が書かれた。また、問答作品『真理について』、『選択の自由について』、そして『悪魔の堕落について』が書かれたのもこの時期である。

### 聖職者叙任権闘争時代のカンタベリー大司教
その後アンセルムスは、師であったランフランクスを継いでカンタベリー大司教となるが、当時はオットー1世の「オットーの特権」（963年）、ハインリヒ3世の教会改革運動を巡るいざこざ（1030-40年代）を始まりとし、有名なカノッサの屈辱（1077年）で最盛期を迎える聖職者叙任権闘争の時代であった。イングランドも例外ではなく、イングランド教会の長であるカンタベリー大司教を始めとする聖職者の座を、王室と教皇、どちらの権威を持って叙任するのかという問題へ発展してゆく。これは、ただ単に名誉的な問題ではなく、高位聖職者は司教管区や修道院を元として、封土（不動産とそこに基づく財産の所有）が慣習として認められていたため、政治的、実質的問題となるのであった。このようにして、イングランドにおける教会の代表者アンセルムスはイングランド国王たちと、長きに渡る闘争に巻き込まれてゆくのである。
ノルマンディー公であったギヨーム2世は、1066年にイングランド国王ウィリアム1世として即位し、ノルマン朝を興す。ノルマンディー公として、ウィリアム1世はル・ベック修道院の保護者であり、また同修道院がイングランドに広大な地所を所有するにいたり、アンセルムスは時折同地を訪れるようになる。彼の温厚な性格とゆるぎない信仰精神により、アンセルムスは同地の人々に慕われ、尊敬されるにいたって、当時カンタベリー大司教であったランフランクスの後継者だと、当然のように思われていた。
しかし1089年、その偉大なるランフランクスの死に際して、（教会に対する）王権の拡大を狙っていた当時のイングランド国王ウィリアム2世は、司教座の土地と財産を押さえ、新たな大司教を指名しなかった。約4年後の1092年に、チェスター卿ヒューの招きによって、アンセルムスはしぶしぶ（というのも、その様な態度を明らか様にしていた同王の下で大司教に任命されるのを恐れたから）イングランドへ渡った。4ヶ月ほどチェスターにおける修道院設立などの任務により同地に拘束された後、アンセルムスがノルマンディーへ帰ろうとした時、イングランド王によって引き止められた。翌年、ウィリアム2世は病に倒れ、死が近づいているように思えた。そこで、大司教を任命しなかった罪の許しを欲したウィリアム2世は、アンセルムスをしばらくの間空位となっていたカンタベリー大司教の座に指名した。いざこざがあったものの、アンセルムスは司教座を引き受けることを納得した。
ノルマンディーでの職務を免ぜられた後、アンセルムスは1093年12月4日に司教叙階を受けた。彼は大司教座を引き受ける代わりに、イングランド王に次の事項を要求した。すなわち、
1. 没収した大司教管区の財産を返すこと
2. 大司教の（宗教的な）勧告を受け入れること
3. 対立教皇クレメンス3世を否認し、ウルバヌス2世を教皇として認めること

である。自分の死が近いと思っていたウィリアム2世はこれらのことを約束するが、実際には、最初の事項が部分的に認められたのみであり、また、3番目の事項はアンセルムスとイングランド王を険悪な関係に追い込むことになる。
幸か不幸かウィリアム2世は病の床から回復して、アンセルムスの大司教座の見返りに多大な財産の贈呈を要求した。これを聖職売買と見たアンセルムスはきっぱりと断り、これに怒った国王は復讐に出る。教会の決まりとして、カンタベリー大司教などの首都大司教として聖別されるには、パリウムを直接、教皇の手から授与されなくてはならない。したがって、アンセルムスはパリウムを受け取りにローマへ行くことを主張したが、これは実質的に王室が教皇ウルバヌス2世の権威を認めることとなるため、ウィリアム2世はローマ行きを許さなかった。
イングランド教会の首都大司教の叙任問題は、その後2年にわたって続いた。1095年、国王はひそかにローマへ使いを出し、教皇ウルバヌス2世を認める旨を伝え、パリウムを持った教皇特使を送ってくれるよう教皇に頼んだ。そして、ウィリアム2世は自らパリウムを授与しようとしたが、聖職者叙任という教会内の事柄に俗界の王権が入り込むことを強硬に拒んだアンセルムスは、国王から受け取ることはなかった。
1097年10月、アンセルムスは国王の許可を得ずにローマへ赴いた。怒ったウィリアム2世はアンセルムスの帰還を許さず、直ちに大司教管区の財産を押さえ、以降彼の死まで保ち続けた。ローマでのアンセルムスはウルバヌス2世に名誉をもって迎えられ、翌年のバーリにおける大会議にて、正教会の代表者らの主張に対抗して、カトリック教会のニカイア・コンスタンティノポリス信条で確認された聖霊発出の教義を守る役に指名された（大シスマは1054年の出来事である。また、聖霊問題に関してはフィリオクェ問題を参照）。また、同会議は教会の聖職者叙任権を再確認したが、ウルバヌス2世はイングランド王室と真っ向から対決することを好まず、イングランドの叙任権闘争は決着を見ずに終わった。ローマを発ち、カプア近郊の小村で時を過ごしたアンセルムスは、そこで受肉に関する論文『神はなぜ人間になられたか』を書き上げ、また、翌1099年のラテラノ宮殿での会議に出席した。
1100年、ウィリアム2世は狩猟中に不明の死を遂げた。王位を兄のロバートが不在の間に継承したヘンリー1世は、教会の承認を得たいがために、ただちにアンセルムスを呼び戻した。しかし、先代王と同じく叙任権を要求したヘンリー1世とアンセルムスは、再び仲たがいをすることとなる。国王は教皇に何度かこれを認めようと仕向けたものの、当時の教皇パスカリス2世が認めることはなかった。この間、1103年4月から1106年8月まで、アンセルムスは追放の身にあった。そしてついに1107年、ウェストミンスター教会会議にて、国王が叙任権の放棄を約束し、和解がもたらされた。このウェストミンスター合意は、後の聖職者叙任権闘争に幕を下ろす1122年のヴォルムス協約のモデルとなる。こうして、アンセルムスは長きにわたった叙任権闘争から解放されたのである。
彼の最後の2年間は大司教の職務に費やされた。カンタベリー大司教アンセルムスは1109年4月21日に死亡した。彼は1494年に教皇アレクサンデル6世によって列聖され、また1720年には学識に優れた聖人に贈られる教会博士の称号を得た。

## 思想

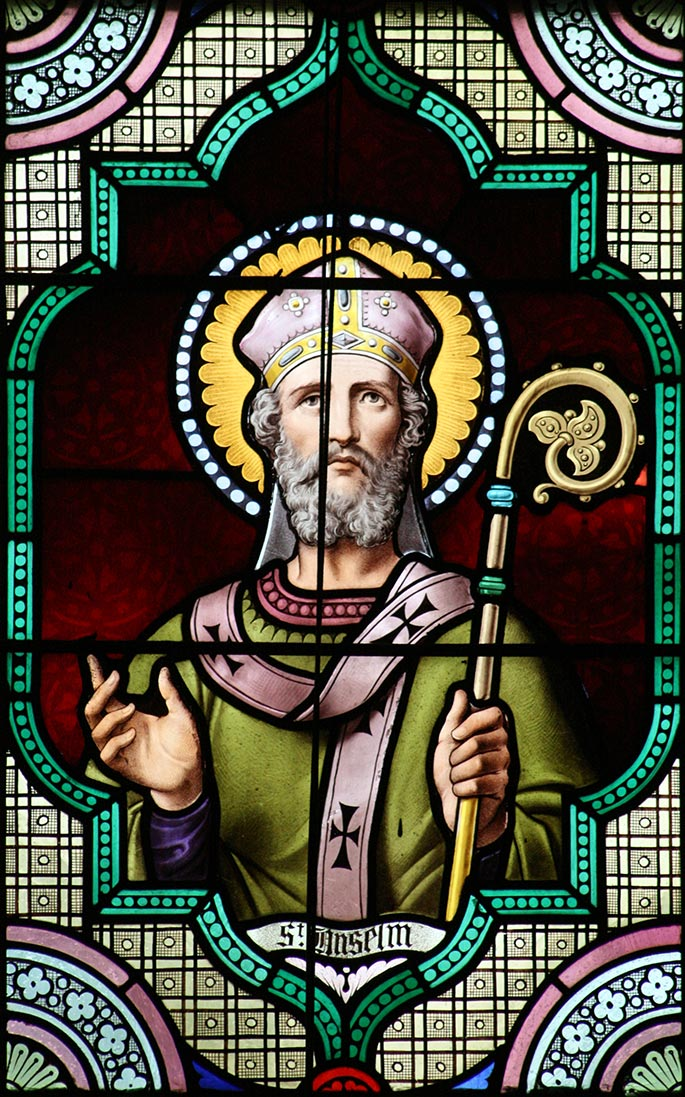
カンタベリー大聖堂に飾られているステンドグラス

アンセルムスがスコラ学の父と呼ばれる所以は、すでに処女作『モノロギオン』に見て取れる。「独白」を意味するこの論文で、彼は神の存在と特性を理性によって捉えようとした。それは、それまでの迷信にも似た、キリスト教の威光をもって神を論ずるものとは一線を画した。
もうひとつの主要論文『プロスロギオン』は、構想当初「理解を求める信仰」と題されていたが、これは彼の神学者、スコラ学者としての姿勢を特徴づけるものとしてしばしば言及される。この立場は通常、理解できることや論証できることのみを信じる立場ではなく、また、信じることのみで足りるとする立場でもなく、信じているが故により深い理解を求める姿勢、あるいはより深く理解するために信じる姿勢であると解される。

### 神の存在証明
アンセルムスは神の本体論的証明（神の存在証明)でも著名である。後にイマヌエル・カントによって存在論的な神の存在証明と呼ばれた。神の存在証明は、『プロスロギオン』の特に第2章を中心に展開されたもので、おおよそ以下のような形をとる。
1. 神はそれ以上に偉大なものがないような存在である。
2. 一般に、何かが人間の理解の内にあるだけではなく、実際に（現実に）存在する方が、より偉大であると言える。
3. もしもそのような存在が人間の理解の内にあるだけで、実際に存在しないのであれば、それは「それ以上に偉大なものがない」という定義に反する。
4. そこで、神は人間の理解の内にあるだけではなく、実際に存在する。

バートランド・ラッセル『西洋哲学史(1946年）』では次のように紹介されている。
1. まず神を可能な限り最も偉大な思惟の対象と定義する。
2. さて思惟のある対象が存在しないとすれば、それとまったく類似してかつ存在するいま一つの対象はより偉大である。
3. したがって、あらゆる思惟の対象のうち最も偉大なものは存在しなければならない。なぜならそれがもし存在しないとすればそれ以外になお偉大なる対象が可能となるからである。
4. したがって神は存在する。

この証明は、トマス・アクィナスによって排斥され、デカルトによって容認され、カントはそれを反駁し、ヘーゲルはそれを復位させ、20世紀の現代論理学における「存在」概念の分析によって、本体論的証明が妥当でないことが証明された。しかし、しかし、本体論的証明が論駁されたからといって、神の存在が真ではないと想定する根拠にはならないとラッセルは述べている。

## 日本語文献
- 『アンセルムス全集』（全1巻、古田暁訳、聖文舎、1980年）
- 『祈りと瞑想』（古田暁訳、教文館、2007年）
- 『中世思想原典集成 7　前期スコラ学』（クラウス・リーゼンフーバーほか、上智大学中世思想研究所編訳、平凡社、1996年）

『モノロギオン』、『プロスロギオン』を始めとするアンセルムスの主著を収録。
- 『中世思想原典集成 第2期3 アンセルムス著作集・書簡集』矢内義顕訳（上智大学中世思想研究所編・監修、平凡社、2022年）

以下は文庫版の主要著作
- 聖アンセルムス『プロスロギオン』長澤信壽訳（岩波文庫）1942年、各・度々復刊
- --『モノロギオン』長澤信壽訳（岩波文庫）1946年、復刊1988年
- --『クール・デウス・ホモ - 神は何故に人間となりたまひしか』長澤信壽訳（岩波文庫）1948年

以下はアンセルムスに関する研究書。哲学史などでは「スコラ哲学の父」と紹介されることが多い。
- 印具徹『聖アンセルムスの生涯』（中央出版社、1981年）
- 小野忠信『アンセルムスの神学』（新教出版社、1985年）
- 佐々木徹『聖アンセルムス神学の教義学的研究』（サンパウロ、2013年）
- カール・バルト『知解を求める信仰　アンセルムスの神の存在の証明』（吉永正義訳、新教出版社、新版2015年）
- R・W・サザーン『カンタベリーのアンセルムス　風景の中の肖像』（矢内義顕訳、知泉書館、2015年）